# Amantius z Coma
Svatý Amantius z Coma byl třetí biskup Coma žijící v 5. století.
Narodil se v Canterbury do rodiny římské císařské rodiny.
Stal se biskupem města Como. Nechal vystavět kostel svatých Petra a Pavla, do kterého přinesl z Říma část jejích ostatků.
Zemřel 8. dubna pravděpodobně roku 448. Pohřben byl v bazilice svatého Abundia. Dne 2. července 1590 byly jeho ostatky přeneseny do kostela svatého Felixe. V současné době se nachází v kostele svatého Fidelise.
Jeho svátek se připomíná 8. dubna.